# Seiichi Saitō
Seiichi Saitō (japanisch 斉藤 誠一 Saitō Seiichi; * 22. Juli 1976 in der Präfektur Fukuoka) ist ein ehemaliger japanischer Fußballspieler.

## Karriere
Saitō erlernte das Fußballspielen in der Schulmannschaft der Tokai University Daigo High School und der Universitätsmannschaft der Kokushikan-Universität. Seinen ersten Vertrag unterschrieb er 2000 bei den Montedio Yamagata. Der Verein spielte in der zweithöchsten Liga des Landes, der J2 League. 2002 wechselte er zu Sagawa Printing. Am Ende der Saison 2002 stieg der Verein in die Japan Football League auf. Ende 2006 beendete er seine Karriere als Fußballspieler.